# Бард

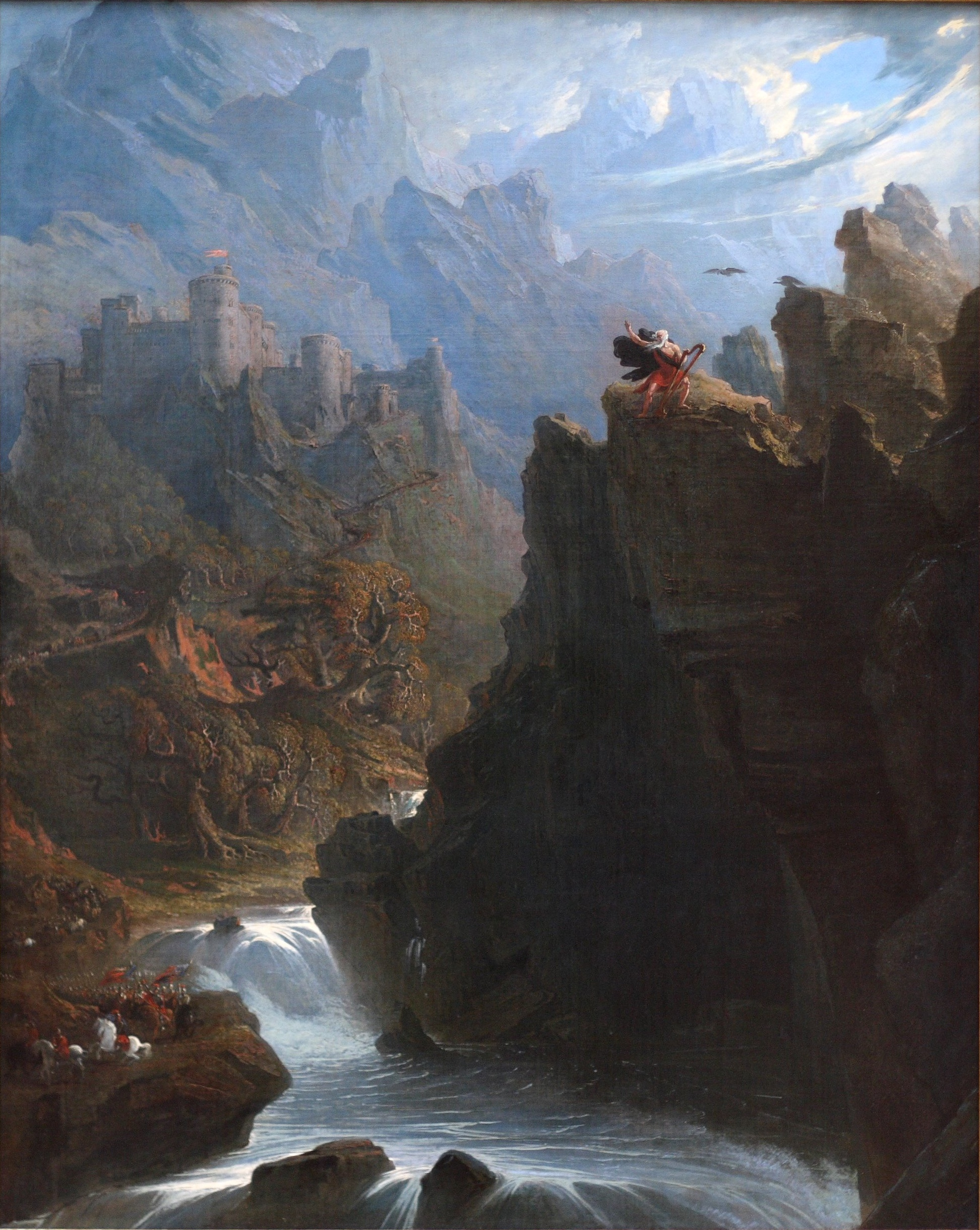
Джон Мартін «Бард», 1817 рік

Бард (через фр. barde від кельт. *bardos, що сходить до пра-і.є. *gwerh — «проголошувати, співати») — мандрівний поет і співак у кельтів, що жили головним чином на території нинішньої Ірландії, Вельсу, Шотландії і Бретані. Другий ступінь посвячення у жерців-друїдів. Друїди — носії культової традиції, пророки та філософи. Барди — носії пісенної традиції. Одягалися у все небесно-блакитне — колір символізував істину і гармонію.
Середньовічні барди були професійними поетами-співаками, мандрівними або придворними. Вони об'єднувалися в цехи, виконували героїчні пісні-балади, бойові, релігійні і сатиричні пісні, елегії та інше.
Найвідомішим бардом був легендарний ірландець Оссіан (III століття). Останнім ірландським бардом вважають сліпого музику на ймення Трейлех О'Карулань (ірл. Toirdhealbhach Ó Cearbhalláin) (1670–1738).
У XV столітті слово «бард» перейшло з шотландської в англійську мову і стало означати «блукаючий музикант». У європейській літературі слово бард стало синонімом поета.

## Етимологія
Слово «бард» є запозиченням з кельтських мов: галльська: bardo- («бард, поет»), Middle Irish bard і шотл. гел. bàrd («бард, поет»), Middle Welsh bardd («співак, поет»), середньобретонська: barz («менестрель»), давньокорнська: barth  («жартівник»). Давньогалльське *bardos засвідчено як bardus (одн.) у латині та як bárdoi (мн.) у давньогрецькій. Воно також з’являється як основа у bardo-cucullus («каптур барда»), bardo-magus («поле барда»), barditus (пісня для натхнення солдатів) і у bardala («чубатий жайворонок», співочий птах).
Усі ці терміни походять від протокельтського іменника *bardos («поет-співак, менестрель»), який, у свою чергу, утворився внаслідок регулярного кельтського зсуву звуків *gʷ > *b з праіндоєвропейської сполуки *gʷrH-dʰh₁-o-s, що буквально означає «той, хто творить хвалу». Це слово споріднене із санскритом: gṛṇā́ti («називає, хвалить»), лат. grātus («вдячний, приємний, чудовий»), лит. gìrti («хвалити»), і вірменською: kardam («підносити голос»).

## Історія
Згадно Оксфордського словника, барди були "стародавнім кельтським орденом мінстрелів-поетів, основною функцією яких, здається, було складання та співання (зазвичай під акомпанемент арфи) віршів, що прославляли досягнення вождів і воїнів, і які записували у віршах історичні та традиційні факти, релігійні настанови, закони, генеалогії тощо".
У середньовічному гельському та уельському суспільстві бард (шотландською та ірландською гаельською) або bardd (валлійською) був професійним поетом, якого наймали складати елегії для свого лорда. Якщо наймач не сплачував належної суми, бард міг скласти сатиру (пор. fili, fáith). В інших індоєвропейських суспільствах таку саму функцію виконували кобзарі, скальди, рапсоди, менестрелі та скопи, серед інших. Спадкова каста професійних поетів у праіндоєвропейському суспільстві була реконструйована шляхом порівняння становища поетів у середньовічній Ірландії та стародавній Індії зокрема.

## Ірландські барди
У давній і середньовічній Ірландії існували дві групи професійних поетів — філіди та барди. Філіди — професіональні поети, носії традиції легенд та міфів. Барди мали нижчий ранг та статус — спеціалізувались на піснях, що прославляли подвиги героїв. Барди не мали права творити певні тексти (міфи, легенди, історичні перекази та пророцтва).
Ірландські барди становили окрему замкнену спадкову касту професійних поетів, співаків та музикантів. Вони були знайомі з історією кланів та Ірландії загалом, володіли різними прийомами поетичного мистецтва, були знайомі з метафорами, алегоріями, гіперболами, римою, параримою, верлібром, алітерацією, асонансом. Часто жили при дворі ірландських королів та вождів кланів, виконуючи при цьому певну офіційну функцію. Вони були свого роду літописцями і сатириками, які прославляли своїх повелителів і критикуючи їхніх ворогів.

## Валійські (камбрійські) барди
Камбрійські барди згадуються у валійській (камбрійській) літературі, наприклад в «Червоній книзі з Хергеста» та «Книзі Талієсіна». Барди Анейрін та Талієсін цілком могли бути історичними особами, що жили в VI–VII століттях. Барди згадуються в епосі про короля Артура — «Мабіногіон», який був остаточно сформований у ХІІІ столітті. Бардівська традиція у Валії (Камбрії) зберігалась протягом усього Середньовіччя, незважаючи на репресії з боку англійської влади. Найвідомішим валійським бардом був Давид ап Гвілім.
Велика кількість валлійських бардів були незрячими.
Королівська форма бардівської традиції припинила своє існування у XIII столітті, коли у 1282 році завоювання Уельсу Едуардом I остаточно поклало край правлінню валлійських принців. Легендарне самогубство «Останнього Барда» (близько 1283 року) було увічнене в поемі Бард Уельсу угорського поета Яноша Араня у 1857 році як форма прихованого протесту проти політичних репресій його часу. Однак поетична та музична традиції продовжували існувати протягом Середньовіччя, наприклад, у творчості відомих поетів XIV століття Давида ап Гвіліма та Іоло Гоха. Крім того, традиція регулярних зібрань бардів на ейстедводах не переривалася і була зміцнена створенням Горседду Іоло Морганвугом у 1792 році.
У XX столітті Уельс став провідним кельтським захисником бардівської традиції. Щорічний Національний ейстедвод Уельсу (Eisteddfod Genedlaethol Cymru), що вперше відбувся у 1880 році, передбачає вшанування бардів, яких саджають на трон або увінчують короною. Щороку також проводиться Національний ейстедвод Урдд, а багато шкіл організовують свої щорічні ейстедводи, наслідуючи бардівські традиції.
Кілька опублікованих наукових досліджень валлійської бардівської традиції було оприлюднено. Серед них — Вільямс (1850), Перрі-Вільямс (1947), Морган (1983) та Джонс (1986).

## Шотландські барди
Найбільш відомою групою бардів у Шотландії були члени родини Макмгуїріхів, які процвітали з 15-го по 18-те століття. Родина була зосереджена на Гебридах і стверджувала, що походить від ірландського барда 13-го століття, який, за легендою, був вигнаний до Шотландії. Спочатку родина була переважно найнята Лордами Островів як поети, юристи та лікарі. Після падіння Лордства Островів у 15-му столітті родина була переважно найнята вождями Макдональдів з Кланранальда. Членів родини також записували як музикантів на початку 16-го століття та як священників, можливо, вже на початку 15-го століття. Останнім у родині, хто практикував класичну гельську поезію, був Домнгалл Макмгуїрих, який жив на Саут-Уїст у 18-му столітті. У гельськомовних районах сільський бард або сільський поет (шотл. гел. bàrd-baile) — це місцевий поет, який складає твори в традиційному стилі, пов'язані з тією громадою. Відомими сільськими бардами є Дòмгналл Руадг Хорунна та Дòмгналл Руадг Фàйслиг.

## Епоха романтизму і сучасне значення
Поняття «бард» особливо стало популярним в епоху романтизму. Давніх бардів оспівували різні поети і письменники, в тому числі Вальтер Скотт. Бардами у свій час називали поетів Шекспіра та Бернза. В Україні «бардами» у ХХ столітті стали називати самодіяльних поетів та виконавців авторської пісні.

## Сучасність
У СРСР бардами стали називати виконавців авторської пісні (більш сучасний термін, що його використовують в українській мові — співана поезія) — жанру, що виник у 1950-х роках.